# ГЕС Колаб-Верхня
ГЕС Колаб-Верхня – гідроелектростанція на сході центральної частини Індії у штаті Одіша, яка використовує ресурс із річки Сабарі (у верхній течії носить назву Колаб). Зазначена річка дренує західний схил Східних Гатів та впадає ліворуч до Годаварі, котра після цього проривається на протилежний бік Східних Гатів щоб досяги Бенгальської затоки на узбережжі штату Андхра-Прадеш.
В межах проекту річку перекрили гравітаційною мурованою греблею висотою 55 метрів та довжиною 631 метр, яка потребувала 479 тис м3 матеріалу. Вона утримує водосховище з площею поверхні 122 км2 та об’ємом 1215 млн м3 (корисний об’єм 935 млн м3), в якому припустиме коливання рівня поверхні в операційному режимі між позначками 844 та 858 метрів НРМ.
За півкілометра праворуч від греблі знаходиться водозабірна вежа, від якої прокладений дериваційний тунель до розташованого за 3,8 км верхнього балансувального резервуару. Ще за 0,4 км від останнього починаються чотири водоводи довжиною по 0,5 км, які подають ресурс до машинного залу, обладнаного чотирма турбінами типу Френсіс потужністю по 80 МВт. Вони працюють при напорі від 242 до 266 метрів, при цьому у першій половині 2010-х річне виробництво коливалось від 429 до 789 млн кВт-год електроенергії.
Відпрацьована вода потрапляє до відвідного каналу довжиною 0,7 км, який впадає до сховища Сатігуда, створеного греблею на річці Сатінаді (права притока Колабу).
Видача продукції здійснюється по ЛЕП, розрахованій на роботу під напругою 220 кВ.
Окрім виробництва електроенергії, гідрокомплекс забезпечує зрошення 48 тисяч гекатрів земель та водопостачання міст Damonjodi, Корапут, Сунабеда та Jeypore.